# 康韋 (堪薩斯州)
康韋（英語：Conway）是位於美國堪薩斯州麥克弗森縣的一個非建制地區。

## 地理
康韋所處的海拔為高於海平面470米（即1542英呎），而該地所採用的時區為UTC-6，即北美中部時區（CST）。同時該地設有夏令時間，為UTC-6調快一小時，即UTC-5（CDT）。